# Psy (raper)
PSY (wym. /saɪ/; kor. 싸이), właśc. Park Jae-sang (kor. 박재상) (ur. 31 grudnia 1977 w Seulu) – południowokoreański piosenkarz, raper, tancerz i producent muzyczny.

## Życiorys
Ukończył studia na Boston University i Berklee College of Music. Popularność zdobył dzięki zabawnym materiałom filmowym i występom w programach telewizyjnych: The Ellen Degeneres Show, Extra, Good Sunday: X-Man, The Golden Fishery i Saturday Night Live.
Światową popularność zyskał po premierze utworu „Gangnam Style” z lipca 2012. Teledysk do utworu, umieszczony 15 lipca 2012 na platformie YouTube, wkrótce stał się najpopularniejszym filmem w historii serwisu, osiągając pod koniec września 2012 ponad 2,14 mln polubień oraz kreując modę na specyficzny taniec. 21 grudnia 2012 wideoklip do „Gangnam Style”, jako pierwszy w historii serwisu YouTube, przekroczył 1 mld wyświetleń, a 31 maja 2014 – 2 mld. Serwis YouTube przy liczbie wyświetleń piosenki stworzył animację wykonującą jego taniec.
W 2012 roku otrzymał Order Zasługi Kulturalnej czwartej klasy, za osiągnięcia piosenki „Gangnam Style”, która uplasowała się na drugim miejscu amerykańskiej listy przebojów Hot 100.
12 kwietnia 2013 wydał singiel „Gentleman”, do którego teledysk 29 października 2016 przekroczył 1 mld wyświetleń.
8 czerwca 2014 wydał utwór „Hangover”, który nagrał ze Snoop Doggiem. 28 marca 2015 opublikował teledysk do piosenki „Father”, którą nagrał z pianistą Lang Langiem. W 2019 roku założył wydawnictwo muzyczne P Nation.

## Dyskografia

### Albumy
- PSY from the PSYcho World! (2001)
- Ssa2 – Seong-in-yong (kor. 싸2) (2002)
- 3mai (kor. 3마이) (2002)
- Ssajib (kor.  싸집) (2006)
- PSYFIVE (2010)
- Psy 6 (Six Rules), Part 1 (2012)
- Chiljip Psy-da (kor. 칠집싸이다, ang. Psy 7th Album) (2015)
- PSY 8th 4X2=8 (2017)
- Ssada9 (kor. 싸다9, ang. PSY 9th) (2022)

### Single
- „Gangnam Style” (강남스타일) (2012)
- „Oppa Is Just My Style” (오빤 딱 내 스타일) (2012)
- „Gentleman” (2013)
- „Hangover” (2014)
- „Daddy” (2015)
- „Napal Baji” (2015)
- „I LUV IT” (2017)
- „New face” (2017)
- „That That” (2022)

## Występy gościnne
- 1999: „Casanova” (Cho PD feat. Psy)
- 1999: „I Love X” (Lee Jung-hyun feat. Psy, Cho PD)
- 2004: „Already Like This” (Lee Jae-Hoon feat. Psy, Cho PD)
- 2005: „Saisaisainara Byebyebye” (Miyavi feat. Psy)

## Życie prywatne
14 października 2006 roku poślubił Yoo Hye-yeon, z którą spotykał się wcześniej przez trzy i pół roku. Para ma dwie córki bliźniaczki.